# Ungern i olympiska vinterspelen 1976
Ungern deltog med tre deltagare vid de olympiska vinterspelen 1976 i Innsbruck. Ingen av landets deltagare erövrade någon medalj.